# Luiz Gustavo (futebolista, 1987)
Luiz Gustavo Dias (Pindamonhangaba, 23 de julho de 1987) é um futebolista brasileiro que atua como volante. Atualmente joga no São Paulo.

## Carreira

### Início
Começou sua carreira na adolescência, sem nunca ter passado por uma escolinha de futebol. Em Pindamonhangaba, sua cidade natal, Luiz Gustavo deu seus primeiros passos no futebol atuando nos times amadores. No entanto, ainda muito jovem migrou para Maceió e passou a defender as divisões de base do Corinthians Alagoano, por onde estrearia profissionalmente em 2006.
No início de 2007 foi emprestado ao CRB, onde ganhou destaque, e, em agosto de 2007, transferiu-se por empréstimo de um ano para o Hoffenheim. No dia 1 de abril de 2008, o clube alemão contratou Luiz Gustavo em definitivo, com o brasileiro assinando contrato até 2011.

### Bayern de Munique
Foi anunciado oficialmente pelo Bayern de Munique no dia 3 de janeiro de 2011. Aos 23 anos, o brasileiro custou 15 milhões de euros e assinou com o gigante alemão até 30 de junho de 2015.
No time do Bayern, Luiz Gustavo fez parte do elenco vencedor que conquistou a tríplice coroa (Bundesliga, Copa da Alemanha e Liga dos Campeões da UEFA) na temporada 2012–13, sob o comando de Jupp Heynckes. Com a aposentadoria de Heynckes como técnico de futebol ao final da temporada, o espanhol Josep Guardiola assumiu o comando do Bayern para temporada 2013–14, fazendo com que o volante brasileiro perdesse espaço na equipe.

### Wolfsburg

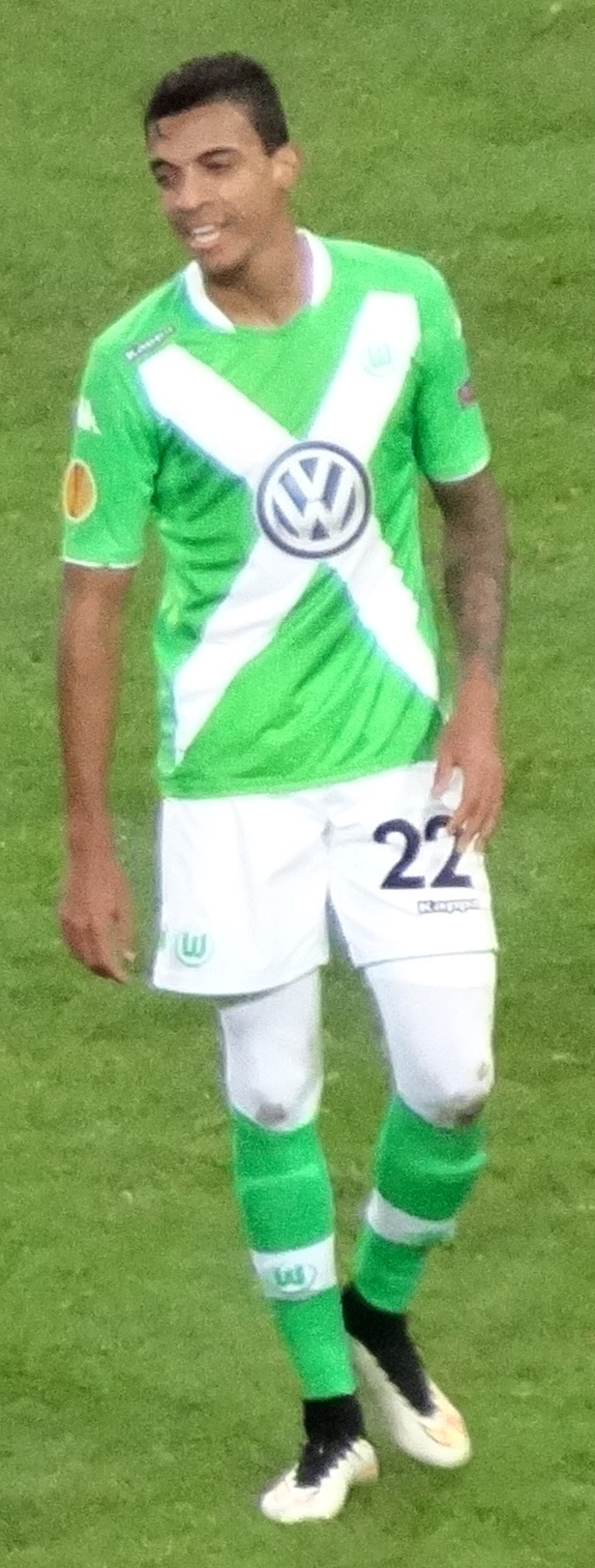
Luiz Gustavo atuando pelo Wolfsburg em 2014.

Luiz Gustavo teve a sua contratação anunciada pelo Wolfsburg no dia 16 de agosto de 2013, assinando por cinco anos e recebendo a camisa 22.Ele estreou no dia seguinte, sendo titular na vitória por 4 a 0 sobre o Schalke 04, na Volkswagen Arena, válida pela segunda rodada da Bundesliga 2013–14. Luiz Gustavo anotou seu primeiro gol pela equipe em em 20 de outubro, na vitória por 1 a 2 sobre o Augsburg.
Em 2015, Luiz Gustavo foi eleito o terceiro melhor volante da Bundesliga pela revista esportiva Kicker no ranking do futebol alemão e suas conquistas futebolísticas foram premiadas com Classe Internacional.
Em 29 de abril de 2017, Luiz Gustavo foi expulso pela oitava vez em sua carreira em uma derrota por 6-0 para Bayern de Munique ao fazer uma falta sobre Renato Sanches, ao fazê-lo tornou-se o jogador com maior número de cartões vermelhos na história da Bundesliga junto com Jens Nowotny.
Ao fim da temporada 2016–17, Luiz deixou Wolfsburg, ele acumulou 142 partidas, 12 gols e sete assistências, além de vencer a Copa da Alemanha no ciclo 2014–15 e a Supercopa da Alemanha.

### Olympique de Marseille

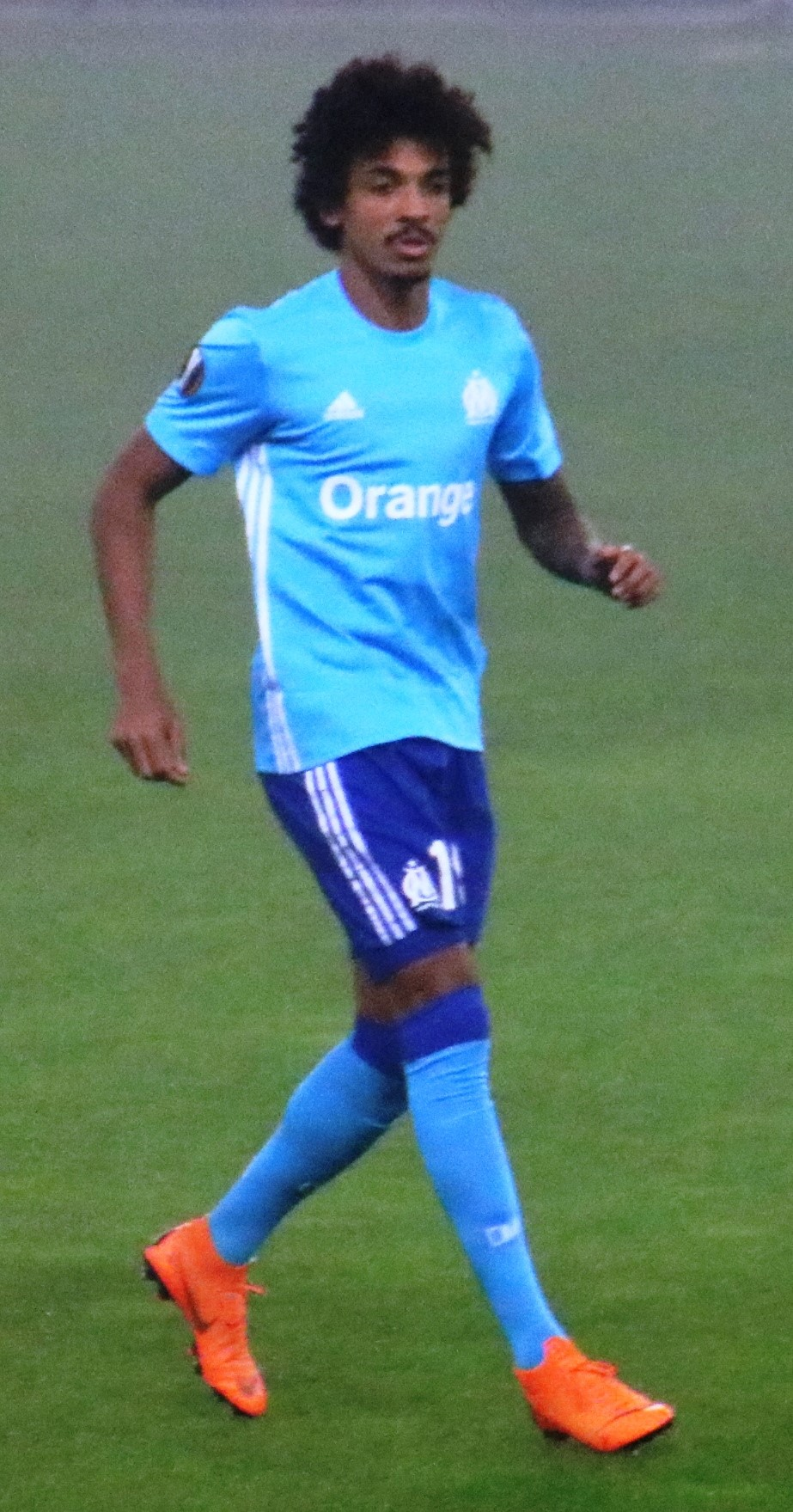
Luiz Gustavo atuando pelo Olympique de Marselha em 2018.

Em 4 de julho de 2017, Luiz Gustavo foi anunciado como reforço do Olympique de Marseille, tendo assinado por quatro temporadas com o clube francês.Ele fechou por um salário mensal recorde do clube no valor de € 750.000. Ele fez sua estreia 23 dias depois, em uma vitória por 4-2 em casa sobre o KV Oostende da Bélgica na terceira rodada da qualificação para a Liga Europa.Em 1 de outubro, Luiz Gustavo marcou seu primeiro gol para concluir uma vitória por 4-2 em Nice, mas mais tarde foi expulso por uma entrada violenta na canela em Pierre Lees-Melou.
Luiz Gustavo fez 56 jogos oficiais em sua primeira temporada na França. Ele ainda foi selecionado para equipe da Ligue 1 do ano no Trophées UNFP du Football. Ele também foi nomeado para a equipe da temporada da Liga Europa de 2017–18.

### Fenerbahçe
Após duas temporadas defendendo o Marseille, Luiz Gustavo foi anunciado como reforço do Fenerbahçe no dia 2 de setembro de 2019.
| “              | Estou muito feliz e motivado com esse novo desafio. É um novo começo e uma nova história para mim. Quero ajudar meus companheiros a recolocar o clube nos campeonatos que ele merece e fazer nossos torcedores felizes. | ” |
| — Luiz Gustavo | |   |

Luiz Gustavo começou sua primeira partida no Campeonato Turco em 16 de setembro em uma derrota contra o Alanyaspor por 3-1. Ele marcou seu primeiro gol em 26 de outubro, ajudando na vitória por 5 a 1 sobre o Konyaspor.
Terminou sua primeira temporada no Fenerbahçe, com 32 partidas e marcou 3 gols e deu 1 assistência no total.
Em 18 de outubro de 2020, ele foi capitão do Fenerbahçe pela primeira vez na vitória por 3 a 2 fora de casa sobre o Göztepe. O último brasileiro a fazê-lo foi Alex.
Na 16ª rodada da Süper Lig, o Fenerbahçe perdeu por 3 a 2 fora de casa para o Gaziantep. A derrota deveu-se aos erros de Luiz Gustavo nos 2 primeiros golos, e os adeptos reagiram fortemente ao experiente jogador. Em pouco tempo, Gustavo recebeu no Twitter cerca de 70 mil reações e virou pauta do país.
Luiz terminou a segunda temporada com uma boa época 37 jogos em todas as competições, 1 golo, 1 assistência. Luiz Gustavo, foi parte importante do plantel nos dois anos (62 jogos disputados, 4 golos e 2 assistências) em que jogou pelo time turco, seu salário, na casa dos 3,2 milhões de euros por ano, foi demasiado alto para Fenerbahçe que passava por dificuldade financeiras. Assim deixou o time no final da temporada 2021-22.

### Al Nassr
Em 23 de julho de 2022, Luiz Gustavo assinou com o Al Nassr, da Arábia Saudita, ele assinou um contrato válido por uma temporada, com possibilidade de renovação automática por mais uma.
Ao fim de sua primeira temporada ele foi eleito o melhor volante do Campeonato Saudita.

### São Paulo
Foi oficializado como reforço do São Paulo no dia 11 de dezembro de 2023. Aos 36 anos, o jogador assinou contrato até o fim de 2024. O São Paulo venceu o Santo André por 3 a 1, jogo válido pelo Campeonato Paulista que marcou a estreia de Luiz Gustavo em 20 de janeiro de 2024. Ele entrou aos 29 minutos da segunda etapa. Em 27 de janeiro de 2024, o São Paulo venceu a Portuguesa 1 a 0, no Morumbi, em duelo válido pela terceira rodada do Campeonato Paulista. Luiz Gustavo anotou seu primeiro golo com a camisola do Tricolor aos 22 minutos de jogo.
Luiz Gustavo assegurou espaço como titular e sempre esteve presente no time.  Foi fato que as lesões de Pablo Maia e Alisson facilitaram a presença de Luiz mais vezes em campo. Foram 46 jogos no ano, sendo 37 como titular. Ele ainda mostrou um faro artilheiro, com cinco gols marcados.

## Seleção Brasileira

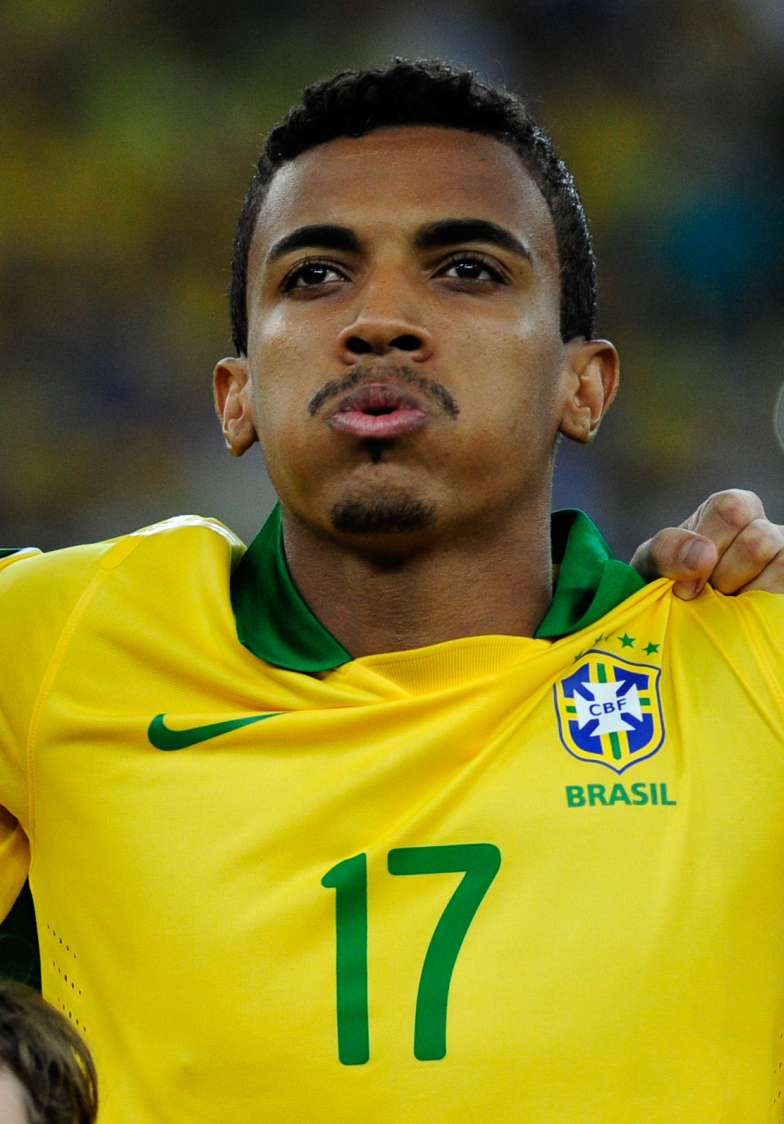
Luiz Gustavo pela Seleção Brasileira na Copa das Confederações FIFA de 2013.

No dia 25 de julho de 2011, foi chamado por Mano Menezes e teve a sua primeira convocação para um amistoso contra a Alemanha. Luiz Gustavo entrou na partida aos 41 do segundo tempo, fazendo sua estreia pela Seleção Brasileira no dia 10 de agosto.
Em 14 de maio de 2013, esteve na lista dos 23 convocados por Felipão para a Copa das Confederações FIFA de 2013. Marcou seu primeiro gol pela Amarelinha no dia 7 de setembro, numa goleada por 6 a 0 contra a Austrália, em amistoso realizado no Estádio Mané Garrincha.
No dia 7 de maio de 2014, foi convocado para a Copa do Mundo FIFA de 2014. Titular durante o torneio, o volante esteve em campo no fatídico 7 a 1 contra a Alemanha, no Mineirão.
Foi convocado por Dunga para a Copa América de 2015, mas devido a uma lesão no joelho, acabou sendo cortado.
Em 5 de maio de 2016, foi convocado por Dunga para a disputa da Copa América Centenário. No entanto, alegando problemas pessoais, o jogador pediu dispensa.

## Estatísticas

### Seleção Brasileira
| Brasil | Brasil | Brasil |
| Ano    | Jogos  | Gols   |
| ------ | ------ | ------ |
| 2011   | 2      | 0      |
| 2013   | 14     | 1      |
| 2014   | 15     | 0      |
| 2015   | 7      | 1      |
| 2016   | 3      | 0      |
| Total  | 41     | 2      |

| Nº | Data                   | Competição                  | Local                |        | Placar | Adversário     | Gols |
| -- | ---------------------- | --------------------------- | -------------------- | ------ | ------ | -------------- | ---- |
| 01 | 10 de agosto de 2011   | Amistoso                    | Stuttgart (ALE)      | Brasil | 2 — 3  | Alemanha       | —    |
| 02 | 7 de outubro de 2011   | Amistoso                    | San José (CRC)       | Brasil | 1 — 0  | Costa Rica     | —    |
| 03 | 21 de março de 2013    | Amistoso                    | Genebra (SUI)        | Brasil | 2 — 2  | Itália         | —    |
| 04 | 2 de junho de 2013     | Amistoso                    | Rio de Janeiro (BRA) | Brasil | 2 — 2  | Inglaterra     | —    |
| 05 | 9 de junho de 2013     | Amistoso                    | Porto Alegre (BRA)   | Brasil | 3 — 0  | França         | —    |
| 06 | 15 de junho de 2013    | Copa das Confederações      | Brasília (BRA)       | Brasil | 3 — 0  | Japão          | —    |
| 07 | 19 de junho de 2013    | Copa das Confederações      | Fortaleza (BRA)      | Brasil | 2 — 0  | México         | —    |
| 08 | 22 de junho de 2013    | Copa das Confederações      | Salvador (BRA)       | Brasil | 4 — 2  | Itália         | —    |
| 09 | 26 de junho de 2013    | Copa das Confederações      | Belo Horizonte (BRA) | Brasil | 2 — 1  | Uruguai        | —    |
| 10 | 30 de junho de 2013    | Copa das Confederações      | Rio de Janeiro (BRA) | Brasil | 3 — 0  | Espanha        | —    |
| 11 | 14 de agosto de 2013   | Amistoso                    | Basileia (SUI)       | Brasil | 0 — 1  | Suíça          | —    |
| 12 | 7 de setembro de 2013  | Amistoso                    | Brasília (BRA)       | Brasil | 6 — 0  | Austrália      | 1    |
| 13 | 10 de setembro de 2013 | Amistoso                    | Boston (EUA)         | Brasil | 3 — 1  | Portugal       | —    |
| 14 | 12 de outubro de 2013  | Amistoso                    | Seul (CDS)           | Brasil | 2 — 0  | Coreia do Sul  | —    |
| 15 | 16 de novembro de 2013 | Amistoso                    | Miami (EUA)          | Brasil | 5 — 0  | Honduras       | —    |
| 16 | 19 de novembro de 2013 | Amistoso                    | Toronto (CAN)        | Brasil | 2 — 1  | Chile          | —    |
| 17 | 5 de março de 2014     | Amistoso                    | Joanesburgo (AFS)    | Brasil | 5 — 0  | África do Sul  | —    |
| 18 | 3 de junho de 2014     | Amistoso                    | Goiânia (BRA)        | Brasil | 4 — 0  | Panamá         | —    |
| 19 | 6 de junho de 2014     | Amistoso                    | São Paulo (BRA)      | Brasil | 1 — 0  | Sérvia         | —    |
| 20 | 12 de junho de 2014    | Copa do Mundo               | São Paulo (BRA)      | Brasil | 3 — 1  | Croácia        | —    |
| 21 | 17 de junho de 2014    | Copa do Mundo               | Fortaleza (BRA)      | Brasil | 0 — 0  | México         | —    |
| 22 | 23 de junho de 2014    | Copa do Mundo               | Brasília (BRA)       | Brasil | 4 — 1  | Camarões       | —    |
| 23 | 28 de junho de 2014    | Copa do Mundo               | Belo Horizonte (BRA) | Brasil | 1 — 1  | Chile          | —    |
| 24 | 8 de julho de 2014     | Copa do Mundo               | Belo Horizonte (BRA) | Brasil | 1 — 7  | Alemanha       | —    |
| 25 | 12 de julho de 2014    | Copa do Mundo               | Brasília (BRA)       | Brasil | 0 — 3  | Países Baixos  | —    |
| 26 | 5 de setembro de 2014  | Amistoso                    | Miami (EUA)          | Brasil | 1 — 0  | Colômbia       | —    |
| 27 | 9 de setembro de 2014  | Amistoso                    | Nova Jersey (EUA)    | Brasil | 1 — 0  | Equador        | —    |
| 28 | 11 de outubro de 2014  | Superclássico das Américas  | Pequim (CHN)         | Brasil | 2 — 0  | Argentina      | —    |
| 29 | 14 de outubro de 2014  | Amistoso                    | Singapura (SGP)      | Brasil | 4 — 0  | Japão          | —    |
| 30 | 12 de novembro de 2014 | Amistoso                    | Istambul (TUR)       | Brasil | 4 — 0  | Turquia        | —    |
| 31 | 18 de novembro de 2014 | Amistoso                    | Viena (AUT)          | Brasil | 2 — 1  | Áustria        | —    |
| 32 | 26 de março de 2015    | Amistoso                    | Paris (FRA)          | Brasil | 3 — 1  | França         | 1    |
| 33 | 5 de setembro de 2015  | Amistoso                    | Nova Jersey (EUA)    | Brasil | 1 — 0  | Costa Rica     | —    |
| 34 | 8 de setembro de 2015  | Amistoso                    | Foxborough (EUA)     | Brasil | 4 — 1  | Estados Unidos | —    |
| 35 | 8 de outubro de 2015   | Elim. Copa do Mundo de 2018 | Santiago (CHI)       | Brasil | 0 — 2  | Chile          | —    |
| 36 | 13 de outubro de 2015  | Elim. Copa do Mundo de 2018 | Fortaleza (BRA)      | Brasil | 3 — 1  | Venezuela      | —    |
| 37 | 13 de novembro de 2015 | Elim. Copa do Mundo de 2018 | Buenos Aires (ARG)   | Brasil | 1 — 1  | Argentina      | —    |
| 38 | 17 de novembro de 2015 | Elim. Copa do Mundo de 2018 | Salvador (BRA)       | Brasil | 3 — 0  | Peru           | —    |
| 39 | 25 de março de 2016    | Elim. Copa do Mundo de 2018 | Recife (BRA)         | Brasil | 2 — 2  | Uruguai        | —    |
| 40 | 29 de março de 2016    | Elim. Copa do Mundo de 2018 | Assunção (PAR)       | Brasil | 2 — 2  | Paraguai       | —    |
| 41 | 29 de maio de 2016     | Amistoso                    | Commerce City (EUA)  | Brasil | 2 — 0  | Panamá         | —    |

## Títulos
Bayern de Munique
- Supercopa da Alemanha: 2012
- Bundesliga: 2012–13
- Liga dos Campeões da UEFA: 2012–13
- Copa da Alemanha: 2012–13
- Copa Uli Hoeneß: 2013

Wolfsburg
- Copa da Alemanha: 2014–15
- Supercopa da Alemanha: 2015

São Paulo
- Supercopa Rei: 2024[44]

Seleção Brasileira
- Copa das Confederações FIFA: 2013
- Superclássico das Américas: 2014

### Prêmios individuais
- Seleção da Ligue 1: 2017–18
- Seleção do Campeonato Saudita: 2022–23